# Dianthus fallax
Dianthus fallax är en nejlikväxtart som beskrevs av Karl Heinz Rechinger och Esfand. Dianthus fallax ingår i släktet nejlikor, och familjen nejlikväxter. Inga underarter finns listade i Catalogue of Life.